# Rogue (serie televisiva)
Rogue è una serie televisiva creata da Matthew Parkhill, in onda dal 3 aprile 2013 al 24 maggio 2017 sul canale Audience Network come prima serie originale di DirecTV.

## Trama
Grace Travis è un'agente che lavora sotto copertura a Oakland (California), al fine di smantellare l'impresa criminale del boss locale Jimmy Laszlo. Dopo la tragica morte del figlio, Grace vive un conflitto emotivo e morale, divisa tra i sensi di colpa che le sue azioni abbiano contribuito alla morte di suo figlio e l'inevitabile attrazione verso il boss.

## Episodi
| Stagione         | Episodi | Episodi | Prima TV originale | Prima TV Italia |
| ---------------- | ------- | ------- | ------------------ | --------------- |
| Prima stagione   | 10      | 10      | 2013               | inedita         |
| Seconda stagione | 10      | 10      | 2014               | inedita         |
| Terza stagione   | 20      | 10      | 2015               | inedita         |
| Terza stagione   | 20      | 10      | 2016               | inedita         |
| Quarta stagione  | 10      | 10      | 2017               | inedita         |

## Personaggi e interpreti

### Principali
- Ethan Kelly (stagioni 2- in corso), interpretato da Cole Hauser.
- Harper Deakins (stagioni 3- in corso), interpretata da Sarah Carter.
- Marty Abrams (stagioni 3- in corso), interpretato da Richard Schiff.
- Marlon Dinard (stagioni 3- in corso), interpretato da Derek Luke.
- George Kelly (stagioni 3- in corso), interpretato da Michael Murphy.
- Talia Freeman (stagioni 3- in corso), interpretata da Bianca Lawson.
- Evie Travis (stagioni 1-2, ricorrente stagione 3), interpretata da Sarah Jeffery.
- Grace Travis (stagioni 1-2, ricorrente stagione 3), interpretata da Thandie Newton.
- Tom Travis (stagioni 1-2), interpretato da Kavan Smith
- Mia Rochland (stagioni 1-2), interpretato da Ashley Greene.
- Lucas "Mitch" Mitchel  (stagione 1), interpretato da Ian Tracey.
- Jimmy Laszlo (stagione 1), interpretato da Marton Csokas.
- Alec Laszlo (stagione 1, ricorrente stagione 2), interpretato da Joshua Sasse
- Jimmy Laszlo (stagione 1), interpretato da Matthew Beard
- Cathy Laszlo (stagione 1), interpretata da Leah Gibson.
- Buddy Wilson (stagione 1), interpretato da Ian Hart.
- Nicholas Fleming (stagione 1), interpretato da Jarod Joseph.
- Sophia Hernandez (stagione 1), interpretata da Claudia Ferri.
- Leni Kastner (stagione 2), interpretata da Andrea Roth.
- Vivian Travis (stagione 2), interpretata da Clare Higgins.
- Ray Williams (stagione 2), interpretato da Alec Newman.
- Brian "Spud" Cacelle (stagione 2), interpretato da Brendan Fletcher.

### Ricorrenti
- Richard Campbell (stagioni 1-3), interpretato da Martin Donovan
- Sarah Finnelly (stagioni 2-3), interpretata da Aleksa Palladino
- Danny "Cheat" Chetowski (stagione 2), interpretato da Clayne Crawford
- Elliot Howe (stagione 2), interpretato da Rupert Evans